# 梁景怡
梁景怡（2002年11月30日—），河北保定市人，中国残疾男子高山滑雪运动员，在2022年冬季残疾人奥林匹克运动会高山滑雪比赛项目上获得1金。

## 生平
梁景怡左臂残疾。2016年进入国家高山滑雪集训队。
2018年12月在全国残疾人高山滑雪锦标赛上，获得超级大回转、小回转两个项目的金牌，在2019年全国第十届残疾人运动会上夺得小回转项目金牌。
2021年在残疾人高山滑雪亚洲杯比赛中获得超级大回转冠军、回转冠军，大回转季军。
2022年在北京冬残奥会高山滑雪比赛中分别获得男子超级大回转(站姿)金牌，在男子回转项目中获得银牌。另外在本届冬残奥会还获得男子滑降第4名以及大回转比赛第8名，在男子全能比赛中因犯规没有取得成绩。
2022年4月8日被国务院评为北京冬奥会、冬残奥会突出贡献个人。